# Edmond Bazire
Edmond Bazire, né le 9 février 1846 à Rouen et mort le 29 juin 1892 à Paris, est un journaliste, écrivain et homme politique français.
Journaliste d'opposition et militant républicain sous le Second Empire, il participe à la Commune de Paris avant de s'exiler. De retour en France, il collabore au journal L'Intransigeant de Henri Rochefort, entre à la Société des gens de lettres puis rallie le mouvement boulangiste en 1889. 

## Biographie

### Journalisme sous le Second Empire
Né en 1846 à Rouen, Edmond Bazire commence sa carrière en écrivant dans plusieurs journaux de province avant de déménager à Paris en 1869 et a d'abord travaillé pour le journal La Réforme. De plus, la même année, il aide Henri Rochefort à créer le journal La Marseillaise. Le 8 février 1870, Bazire est arrêté et condamné à six mois de prison après avoir été au Jardin des Tuileries et crié « Vive la République » en présence de l'Empereur Napoléon III qui y était présent.
Pendant le siège de Paris dans la guerre franco-prussienne et la Commune de Paris, Bazire est resté dans la capitale française. Il craint alors d'être persécuté politiquement en tant que sympathisant de la Commune en France, et au printemps 1871 il part à l'étranger, d'abord en Suisse et en Italie. Il s'installe ensuite en Autriche et travaille à Vienne pour le journal de langue française Le Danube qui y paraît. En 1876, il publie la comédie La Berceuse à Bruxelles.

### De retour en France
En 1877, il rentre en France et travaille ensuite pour des journaux parisiens tels que L'Homme libre, Le Rappel et L'Intransigeant à partir de juillet 1880. En plus e nombreux 'articles politiques, il a également écrit des critiques d'art sous le pseudonyme d'Edmond Jacques. Il a également publié plusieurs poèmes sous divers autres pseudonymes. Il a écrit des biographies sur Henri Rochefort et son ami Édouard Manet.
Il rallie le boulangisme en 1889 et se présente comme candidat révisionniste dans la ville de Montluçon (Allier) mais est battu par le socialiste Christophe Thivrier. Il meurt prématurément en 1892.  

## Œuvres
- Une Conspiration en 1868, Armand, Paris 1868.
- La Berceuse; comédie en un acte et en vers, Blanche, Brüssel 1876.
- Henri Rochefort, Quantin, Paris 1883.
- Manet, illustrations d'après les originaux et gravures de Guérard, Quantin, Paris 1884.
- Charbons ardents, Calmann Lévy, Paris 1889.